# 2,4-Diaminotoluol
2,4-Diaminotoluol ist eine giftige chemische Verbindung, die in reiner Form aus bräunlichen, schwach nach Ammoniak riechenden Schuppen besteht. Es ist ein Zwischenprodukt bei der Herstellung von Polyurethan und entsteht bei der katalytischen Hydrierung von 2,4-Dinitrotoluol.

## Verwendung
Die weitaus größte Menge von 2,4-Diaminotoluol wird als Zwischenprodukt bei der Herstellung von Toluol-2,4-diisocyanat produziert, welches ein Ausgangsstoff zur Herstellung von Polyurethan-Kunststoffe ist. Kleinere Mengen dienen zur Synthese von Industrie-Farbstoffen.

## Sicherheitshinweise
2,4-Diaminotoluol gilt als krebserzeugend, ist möglicherweise fruchtschädigend und möglicherweise erbgutverändernd.